# Myslivna u Satalické bažantnice
Myslivna u Satalické bažantnice v Praze-Satalicích je součástí rozsáhlého zázemí vinořského zámku. Stojí v centru Satalic u kaple svaté Anny v jižní části bažantnice. Je chráněna jako nemovitá kulturní památka České republiky; předmětem památkové ochrany je budova myslivny a část ohradní zdi s brankou.

## Historie
Myslivna pochází pravděpodobně z počátku 19. století. Tato čistě klasicistní stavba má dochované umělecko-řemeslné detaily.

## Popis
Přízemní budova na obdélném půdorysu je kryta valbovou střechou. Její fasádu člení šestitabulková okna zasazená v lisenových rámcích. Okna spojuje profilovaná římsa, která kopíruje tvar oken. Hlavní průčelí jej pětiosé se středním tříosým rizalitem se vstupem. Vstup uzavírají dvoukřídlé svlakové dveře s půlkruhovým nadsvětlíkem členěným paprsčitě; dveře mají krabicový zámek a pásové závěsy. Interiér je částečně zaklenut plackami.